# 岩喜
株式会社岩喜（いわき）は、京都府で食品スーパーマーケット「スーパーイワキ」を展開している企業である。店舗数は2店舗でどちらも久御山町で展開している。

## 沿革
- 1885年（明治18年） - 創業

## 店舗

### スーパーイワキ

#### 淀店(本社)
- 京都府久世郡久御山町大橋辺9
- 075-631-4240

#### 久御山店
- 京都府久世郡久御山町林北畑105(住宅公団久御山団地内)
- 0774-44-1000